# 蘇我町

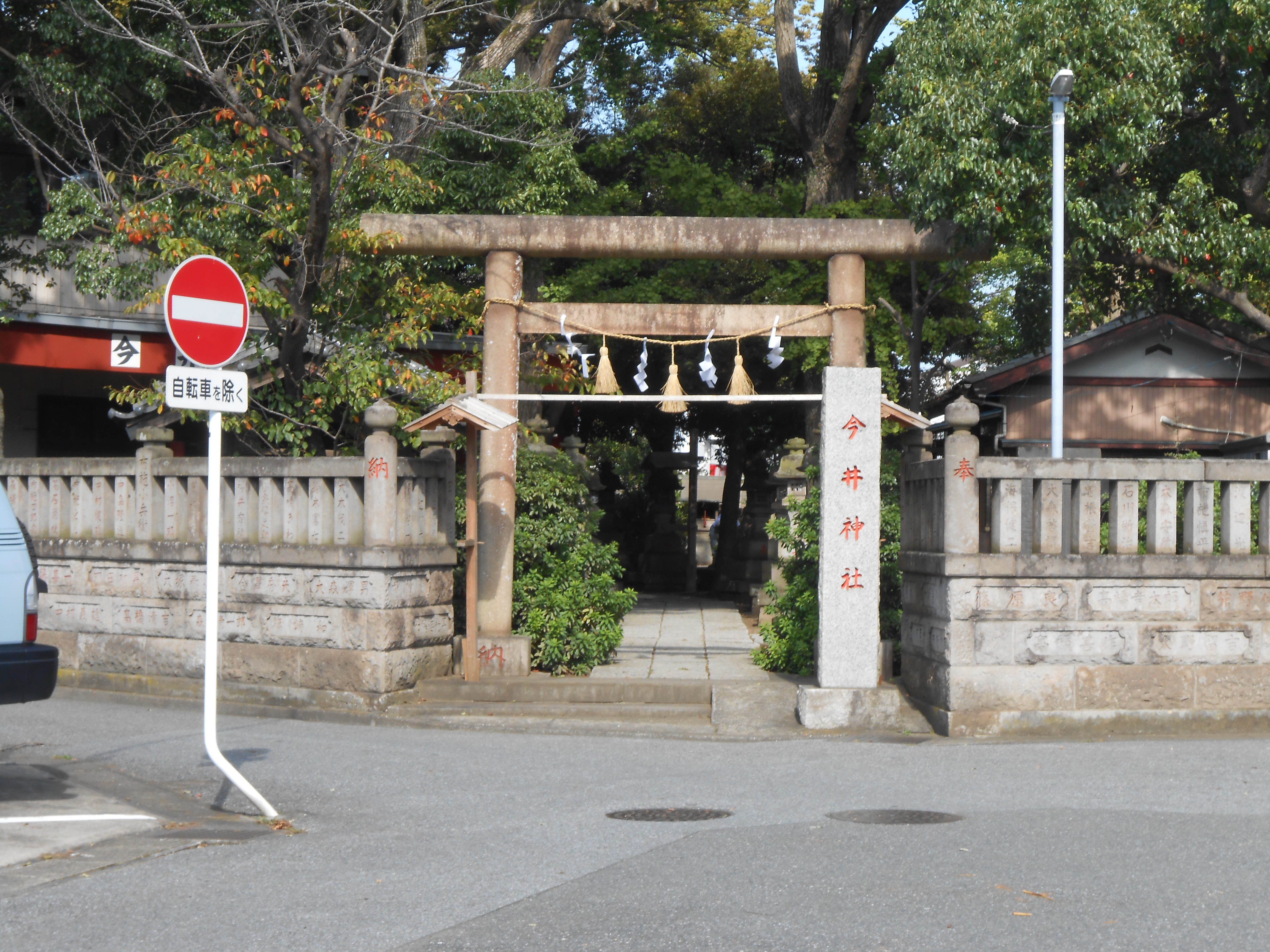
今井神社

蘇我町（そがまち）は、千葉県千葉郡にかつて存在した町である。現在の千葉市中央区の中南部に位置している。

## 沿革
- 1889年（明治22年）4月1日 - 町村制施行により、曽我野村、今井村、宮崎村、大森村、赤井村、小花輪村、生実郷[注釈 1]が合併し千葉郡蘇我野村（そがのむら）が発足。
- 1890年（明治23年）5月23日 - 町制を施行し蘇我町と改称。
- 1937年（昭和12年）2月11日 - 都村、都賀村、検見川町とともに千葉市に編入。同日蘇我町廃止。
- 1938年（昭和13年） - 大字曽我野が蘇我町に、大字小花輪が花輪町にそれぞれ改称。生実郷全域と大森（現・大森町）の一部を再編し大巌寺町が成立。
- 1992年（平成4年）4月1日 - 千葉市の政令指定都市移行に伴い、旧町域が中央区の一部となる。

## 大字
- 曽我野
- 今井
- 宮崎
- 大森
- 赤井
- 小花輪
- 生実郷

## 交通

### 鉄道
- 鉄道省（現・JR東日本）
  - 房総東線、房総西線：蘇我駅

他に、現在は京成電鉄千原線が町域内を通り、大森台駅が存在するが、蘇我町が存在した時期には開通していなかった。

### 道路
- 房総街道（国道16号の旧道）